# Francis Turville-Petre

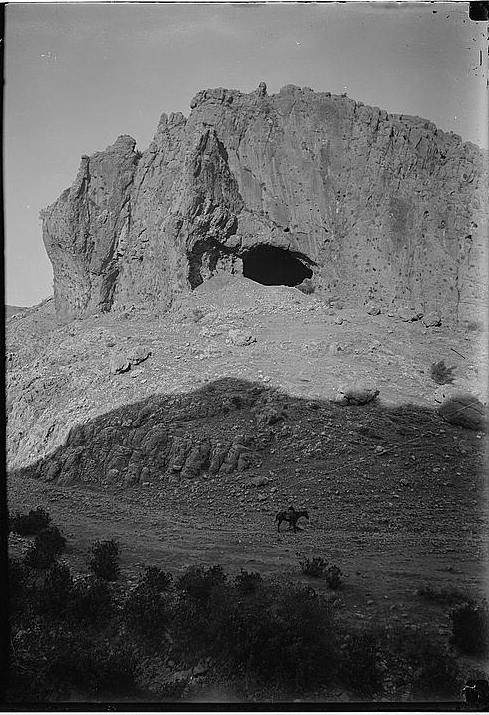
Grotte des Voleurs (vers 1900)

Francis Turville-Petre est un paléoanthropologue britannique, né le 4 mars 1901 et mort le 16 août 1942 au Caire. Il est connu pour sa découverte en 1925 dans la grotte des Voleurs (Mugharet el-Zuttiyeh) de l'« Homme de Galilée », un crâne fossile humain partiel dont l'attribution taxonomique reste discutée, et pour ses travaux avec Dorothy Garrod au mont Carmel, en Palestine mandataire.

## Famille et jeunesse
Francis Adrian Joseph Turville-Petre nait dans une famille catholique de l'aristocratie terrienne anglaise. Il est l'ainé des cinq enfants d'Oswald et Margaret Petre (née Cave) et le frère de Gabriel Turville-Petre (en), spécialiste d'islandais et de scandinave primitif. La famille s'installe dans la maison ancestrale de Bosworth Hall, à Husbands Bosworth, dans le Leicestershire, en 1907.
Il entre en 1920 au Collège d'Exeter à Oxford, où il étudie l'anthropologie physique et culturelle et l'ethnologie, l'archéologie et la technologie au Pitt Rivers Museum. Il est diplômé en anthropologie physique en 1924. À la fin de ses études à Oxford, il part travailler sur des fouilles au Levant.

## Fouilles
En 1925, il dirige les fouilles de deux grottes du Nahal Amud, en Galilée, la grotte des Voleurs (Mugharet el-Zuttiyeh) et la grotte du Prince (Mugharet el-Emirah), près du lac de Tibériade. Dans la grotte des Voleurs, il découvre la partie frontale d'un crâne fossile qu'il suppose d'abord appartenir à un Homme de Néandertal. Le fossile est surnommé l' « Homme de Galilée ». Il sera attribué ultérieurement à l'espèce Homo heidelbergensis, ce qui est remis en cause aujourd'hui. L'Homme de Galilée est le premier fossile humain ancien à être exhumé au Moyen-Orient.
Le fossile est conservé au musée Rockefeller de Jérusalem, et un moulage du crâne est exposé en permanence au musée d'Israël.
Francis Turville-Petre est ensuite invité par Dorothy Garrod à se joindre à son équipe de fouilles de la grotte de Kébara, sur le mont Carmel. Il prend également part aux fouilles dans la province de Souleimaniye, au Kurdistan irakien, d'octobre à décembre 1928, fouillant avec Garrod les grottes de Zarzi et de Hazar Merd (en). 
Turville-Petre meurt au Caire en 1942 à l'âge de 41 ans. Ses collections archéologiques du Moyen-Orient sont conservées par le Pitt Rivers Museum de l'université d'Oxford.

## Publications
- 1927 : Francis A. J. Turville-Petre; Dorothea M. A. Bate; Charlotte Baynes; Arthur Keith, Researches in Prehistoric Galilee, 1925–1926, Londres, Council of the British School of Archaeology in Jerusalem
- 1932 : « Excavations in the Mugharet el-Kebarah », Journal of the Royal Anthropological Institute of Great Britain and Ireland, 62, pp. 271–276
- 1932 : « Excavations at the Cave Mugharet-el-Kebarah, near Zichron Jakob, Palestine », Man 32(20), 15.